# Composé organozirconique

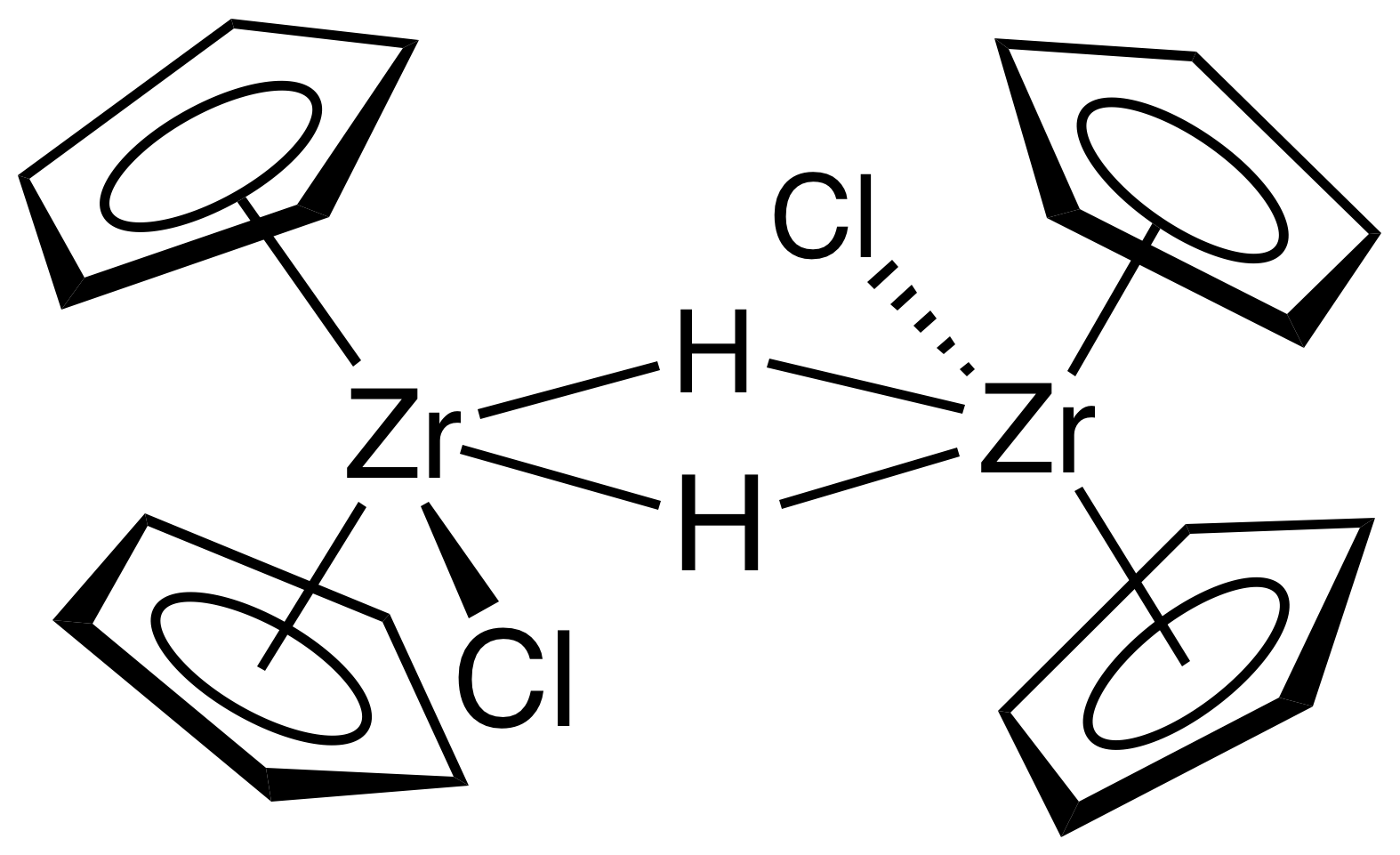
Réactif de Schwartz dimérique.

Un composé organozirconique est un composé organométallique contenant une liaison carbone–zirconium. De tels composés font l'objet d'études approfondies notamment en raison de leur rôle comme catalyseurs Ziegler-Natta dans la polymérisation des alcènes,.

## Exemples
Le réactif de Schwartz [Cp2ZrCl(µ-H)]2, où Cp représente le ligand (η5-C5H5), permet de réaliser des hydrozirconations, qui peuvent être utiles en synthèse organique. Les subtrats de ces réaction sont des alcènes et des alcynes. Les alcynes terminaux donnent des complexes vinyliques. Parmi les autres réactions catalysées, on compte les additions nucléophiles, les transmétallations, les additions conjuguées, les réactions de couplage, les carbonylations et les halogénations. Le dichlorure de décaméthylzirconocène (η5-C5(CH3)5)2ZrCl2, noté Cp*2ZrCl2, présente également une activité catalytique abondante ; parmi ses dérivés ayant fait l'objet d'études significatives, on note Cp*2ZrH2, [Cp*2Zr]2(N2)3, Cp*2Zr(CO)2 et Cp*2Zr(CH3)2.
Le dichlorure de zirconocène Cp2ZrCl2 peut être employé pour la cyclisation des énynes et des diènes pour donner des systèmes aliphatiques cycliques ou bicycliques,.
Les composés organozirconiques les plus simples sont les alkyles homoleptiques. On connaît par exemple les sels de [(CH3)6Zr]2−. Le tétrabenzylzirconium (C6H5CH2)4Zr est un précurseur de nombreux catalyseurs de polymérisation des alcènes. Il peut être converti en dérivés mixtes alkyle, alcoxyle et halogénure, de formule générale (C6H5CH2)3ZrX où X = CH3, OC2H5, Cl.
En plus du Cp2Zr(CO)2 mixte, le zirconium forme le carbonyle binaire [Zr(CO)6]2−.

## Organométalliques analogues
De nombreux organozirconiques ont des composés organotitane analogues, le titane étant situé au-dessus du zirconium dans le groupe 4 du tableau périodique. Les composés de zirconium(IV) sont plus résistants à la réduction que les composés de titane(IV), qui se convertissent souvent en dérivés de titane(III). De même, le zirconium(II) est un réducteur particulièrement puissant qui forme des complexes de diazote stables. L'atome de zirconium étant plus gros que celui de titane, il forme des complexes de coordinence plus élevée, d'où par exemple le fait que [CpZrCl3]n soit polymérique tandis que CpTiCl3 est monomérique.
Les composés organohafnium sont très semblables aux organozirconiques, l'hafnium étant situé en dessous du zirconium dans le groupe 4 du tableau périodique. On connaît ainsi de nombreux analogues à l'hafnium des organozirconiques, comme le dichlorure d'hafnocène Cp2HfCl2 (analogue au dichlorure de zirconocène Cp2ZrCl2), le dihydrure de bis(cyclopentadiényl)hafnium(IV) Cp2HfH2 et le diméthylbis(cyclopentadiényl)hafnium(IV) Cp2Hf(CH3)2. Des complexes cationiques d'hafnocène sont utilisés à l'échelle industrielle comme catalyseurs post-métallocène (en) pour la polymérisation des alcènes,.